# بينوا أوقست
بينوا أوقست (بالفرنسية: Benoît August)‏ هو لاعب اتحاد الرغبي فرنسي، ولد في 20 ديسمبر 1976 في مون دو مارسان في فرنسا.

## وصلات خارجية
- بينوا أوقست عل موقع إسبنسكروم (الإنجليزية)
- بينوا أوقست على موقع ItsRugby.co.uk (الإنجليزية)